# Дългоноси мечета
Дългоноси мечета (Nasua) са род коати от семейство Енотови. Два допълнителни вида коати, известни като планински коати, са поставени в рода Nasuella.

## Характеристики
Външно представителите на Nasua се различават от Nasuella по това, че са по-едри и имат по-големи кучешки зъби, но предварителните генетични доказателства (последователности на цитохром b) предполагат, че двата рода трябва да се обединят. Други генетични изследвания показват, че най-близките роднини на коатите са олинго (род Bassaricyon), от които са се отделили преди около 10,2 милиона години.

## Хранене
Подобно на други представители на Енотови, дългоносите мечета са всеядни. Тяхната диета се състои предимно от насекоми (включително техните ларви), паяци и други безгръбначни, както и случайни дребни гръбначни животни, открити, докато енергично търсят храна, с чувствителните си носове към земята, в постеля от горски листа. На остров Баро Колорадо, Панама, където коати са изследвани най-подробно, диетата им включва и обилни количества плодове според сезона, като смокини (Ficus insipida) и сливи (Spondias mombin).

## Класификация
Дългоноси мечета включва два вида:
| Име                                          | Изображение | Разпространение                                                                                           |
| -------------------------------------------- | ----------- | --- |
| Белоносо коати (N. narica) Линей, 1766       |             | Югозападни Съединени щати (южно Ню Мексико, Аризона), Мексико, Централна Америка и северозападна Колумбия |
| Южноамериканско коати (N. nasua) Линей, 1766 |             | Южна Америка                                                                                              |

Анализът на секвенирана ДНК показва, че линиите на N. narica и N. nasua са се разделили преди около 5,6 милиона години.

Коатито от остров Козумел е признат за трети вид, но мнозинството учени го третират като подвид на белоносото коати, N. narica nelsoni.
|  | Nasua narica |
|  |              |

|  | Nasuella meridensis |
|  |                     |
|  | Nasuella olivacea   |
|  |                     |

|  | Nasua narica |
|  |              |

|  | Nasuella meridensis |
|  |                     |
|  | Nasuella olivacea   |
|  |                     |

|  | Nasua narica |
|  |              |

|  | Nasuella meridensis |
|  |                     |
|  | Nasuella olivacea   |
|  |                     |

|  | Nasua narica |
|  |              |

|  | Nasuella meridensis |
|  |                     |
|  | Nasuella olivacea   |
|  |                     |